# Évreux Volley-ball 2012-2013
Questa voce raccoglie le informazioni riguardanti l'Évreux Volley-ball nelle competizioni ufficiali della stagione 2012-2013.

## Organigramma societario
Area direttiva
- Presidente: Jean-Luc Soetewey

Area tecnica
- Allenatore: Emmanuel Fouchet
- Allenatore in seconda: Gil Favresse

## Rosa
| N° | Nome                | Ruolo | Data di nascita  | Nazionalità sportiva |
| -- | ------------------- | ----- | ---------------- | -------------------- |
| 1  | Silvana Dascalu     | C     | 14 maggio 1994   | Francia              |
| 3  | Naomi Johnson       | C     | 22 agosto 1989   | Stati Uniti          |
| 5  | Dragana Bartula     | S     | 26 aprile 1988   | Bosnia ed Erzegovina |
| 7  | Cecilia Dujić       | S     | 6 dicembre 1987  | Croazia              |
| 9  | Tiphaine Le Guiader | S/O   | 1º ottobre 1993  | Francia              |
| 10 | Claire Lebreton     | P     | 26 dicembre 1994 | Francia              |
| 11 | Lorena Šipić        | C     | 11 novembre 1990 | Croazia              |
| 12 | Marième Diagne      | S/O   | 23 ottobre 1989  | Senegal              |
| 13 | Karmen Kočar        | P     | 1º dicembre 1982 | Slovenia             |
| 14 | Petja Cekova        | S     | 13 ottobre 1986  | Bulgaria             |
| 15 | Tatjana Burmazović  | L     | 6 febbraio 1984  | Serbia               |